# 34-я воздушная армия (СССР)
34-я воздушная армия (34-я ВА) — оперативное объединение авиации Военно-Воздушных сил СССР, предназначенное для совместных действий с другими видами вооружённых сил и родами войск (сил) вооружённых сил СССР Закавказского военного округа.

## История создания
- Сформирована в феврале 1946 года как 11-я воздушная армия на базе входивших в ВВС Закавказского военного округа авиационных частей и соединений, выводимых их групп войск в Европе после Великой Отечественной войны
- 10 января 1949 года переименована в 34-ю воздушную армию
- в июне 1980 года переименована в ВВС Закавказского военного округа
- в апреле 1988 года переименована обратно в 34-ю воздушную армию
- в ноябре 1992 года расформирована, авиационные части и соединения переданы в другие воздушные армии

## История наименований
- ВВС Отдельной Кавказской армии (29.05.1921 г.);
- ВВС Кавказской Краснознамённой армии (17.08.1923 г.)
- ВВС Закавказского военного округа (17.05.1935 г.);
- ВВС Закавказского фронта (23.08.1941 г.);
- ВВС Кавказского фронта (30.12.1941 г.);
- ВВС Закавказского военного округа (28.01.1942 г.);
- ВВС Крымского фронта (28.01.1942 г.);
- ВВС Закавказского фронта (28.04.1942 г.);
- ВВС Тбилисского военного округа (09.07.1945 г.);
- 11-я воздушная армия (02.1946 г.);
- 34-я воздушная армия (20.02.1949 г.)
- ВВС Закавказского Краснознамённого военного округа (06.1980 г.);
- 34-я воздушная армия (04.1988 г.)
- Войсковая часть (полевая почта) 21052.

## Расформирование
Расформирована в ноябре 1992 года

## Командующие армией
| Звание                                                           | Командующий                    | Период нахождения в должности         |
| ---------------------------------------------------------------- | ------------------------------ | ------------------------------------- |
| Генерал-лейтенант авиации                                        | Утин Александр Васильевич      | февраль 1949 года — январь 1950 года  |
| Генерал-лейтенант авиации                                        | Бибиков Василий Николаевич     | январь 1950 года — июнь 1950 года     |
| Генерал-лейтенант авиации                                        | Нанейшвили Владимир Варденович | июнь 1950 года — декабрь 1951 года    |
| Генерал-лейтенант авиации                                        | Александров Сергей Сергеевич   | декабрь 1951 года — июнь 1953 года —  |
| Генерал-майор авиации                                            | Анисимов Пётр Николаевич       | июнь 1953 года — декабрь 1955 года    |
| Генерал-лейтенант авиации                                        | Папивин Николай Филиппович     | декабрь 1955 года — декабрь 1960 года |
| Генерал-лейтенант авиации                                        | Чупиков Павел Фёдорович        | декабрь 1960 года — июль 1962 года    |
| Генерал-майор авиации, с 13.04.1964 г. Генерал-лейтенант авиации | Логинов Василий Самсонович     | июль 1962 года — май 1971 года        |
| Генерал-лейтенант авиации                                        | Дольников Григорий Устинович   | май 1971 года — февраль 1977 года     |
| Генерал-лейтенант авиации                                        | Федеряков, Геннадий Иванович   | февраль 1977 года — май 1982 года     |
| Генерал-лейтенант авиации                                        | Горяинов Алексей Семёнович     | май 1982 года — февраль 1983 года     |
| Генерал-лейтенант авиации                                        | Буравков, Игорь Евгеньевич     | февраль 1983 года — октябрь 1986 года |
| Генерал-лейтенант авиации                                        | Архаров, Анатолий Петрович     | май 1986 года — декабрь 1992 года     |

## Оперативное подчинение
| Объединение                | Период                               |
| -------------------------- | ------------------------------------ |
| Закавказский военный округ | февраль 1946 года — ноябрь 1992 года |

## Боевой состав
| - 5-й истребительный авиационный корпус - 8-я гвардейская истребительная авиационная дивизия - 2-й гвардейский истребительный авиационный полк - 40-й гвардейский истребительный авиационный полк - 41-й гвардейский истребительный авиационный полк - 283-я истребительная авиационная дивизия - 56-й гвардейский истребительный авиационный полк - 116-й гвардейский истребительный авиационный полк - 176-й истребительный авиационный полк - 982-й истребительный авиационный полк (с 31.10.1951 г.) - 309-я истребительная авиационная дивизия (15.03.1949 г. всем составом передана в 38-й иак 62-й ВИА Бакинского района ПВО) - 49-й истребительный авиационный полк - 162-й истребительный авиационный полк - 172-й истребительный авиационный полк - 236-я истребительная авиационная дивизия - 117-й гвардейский истребительный авиационный полк - 168-й гвардейский истребительный авиационный полк - 267-й истребительный авиационный полк (аэр. Ленинакан) - 10-я гвардейская штурмовая авиационная дивизия (аэродром Цулукидзе (Хони)) - 165-й гвардейский штурмовой авиационный Станиславский Краснознамённый полк - 166-й гвардейский штурмовой авиационный Краснознамённый полк - 167-й гвардейский штурмовой авиационный Староконстантиновский Краснознамённый полк - 882-й отдельный Тильзитский разведывательный авиационный полк - 93-й отдельный разведывательный авиационный полк |

| - 283-я истребительная авиационная дивизия (Миха Цхакая , Грузия) - 176-й истребительный авиационный полк - 982-й истребительный авиационный полк (Вазиани, Грузинская ССР) - 143-й бомбардировочный авиационный полк (Копитнари Грузинская ССР) - 168-й гвардейский Краснознамённый авиационный полк истребителей-бомбардировщиков (Большие Шираки, Грузия) - 313-й отдельный Берлинский Краснознамённый ордена Кутузова разведывательный авиационный полк (Вазиани, Грузинская ССР) - 882-й отдельный Тильзитский разведывательный авиационный полк (Далляр, Азербайджанская ССР) - 34-й учебно-тренировочный авиационный полк (Кировабад, Азербайджанская ССР) - 193-я отдельная смешанная авиационная эскадрилья (Тбилиси-Новоалексеевка, Грузинская ССР) - 37-й отдельный полк связи и АСУ (Тбилиси-Новоалексеевка, Грузинская ССР) |

| - 283-я истребительная авиационная дивизия (Миха Цхакая, Грузия) - 841-й гвардейский истребительный авиационный полк - 176-й истребительный авиационный полк - 982-й истребительный авиационный полк (Вазиани, Грузинская ССР) - 143-й бомбардировочный авиационный полк (Копитнари Грузинская ССР) - 168-й гвардейский Краснознамённый авиационный полк истребителей-бомбардировщиков (Большие Шираки, Грузия) - 313-й отдельный Берлинский Краснознамённый ордена Кутузова разведывательный авиационный полк (Вазиани, Грузинская ССР) - 882-й отдельный Тильзитский разведывательный авиационный полк (Далляр, Азербайджанская ССР) - 29-й учебно-тренировочный авиационный полк (Ситалчай, Азербайджанская ССР) - 34-й учебно-тренировочный авиационный полк (Кировабад, Азербайджанская ССР) - 193-я отдельная смешанная авиационная эскадрилья (Тбилиси-Новоалексеевка, Грузинская ССР) - 37-й отдельный полк связи и АСУ (Тбилиси-Новоалексеевка, Грузинская ССР) |

| - 283-я истребительная авиационная дивизия (Миха Цхакая , Грузия) - 841-й гвардейский истребительный авиационный полк - 176-й истребительный авиационный полк - 982-й истребительный авиационный полк (Вазиани, Грузинская ССР) - 143-й бомбардировочный авиационный полк (Копитнари Грузинская ССР) - 168-й гвардейский Краснознамённый авиационный полк истребителей-бомбардировщиков (Большие Шираки, Грузия) - 313-й отдельный Берлинский Краснознамённый ордена Кутузова разведывательный авиационный полк (Вазиани, Грузинская ССР) - 882-й отдельный Тильзитский разведывательный авиационный полк (Далляр, Азербайджанская ССР) - 29-й учебно-тренировочный авиационный полк (Ситалчай, Азербайджанская ССР) - 80-й отдельный штурмовой авиационный полк (с февраля 1981 года, Ситалчай, Азербайджанская ССР) - 34-й авиационный полк истребителей-бомбардировщиков (Кировабад, Азербайджанская ССР) - 193-я отдельная смешанная авиационная эскадрилья (Тбилиси-Новоалексеевка, Грузинская ССР) - 300-я отдельная смешанная авиационная эскадрилья (Кала, Азербайджанская ССР) - 37-й отдельный полк связи и АСУ (Тбилиси-Новоалексеевка, Грузинская ССР) - 286-я отдельная вертолётная эскадрилья радиоэлектронной борьбы (Дирби, Грузинская ССР) - 976-й Инстербургский орденов Суворова и Кутузова истребительный авиационный полк на Су-15 из состава 15-го корпуса ПВО Бакинского округа ПВО (с 15 мая 1980 года) |

| - 36-я авиационная дивизия истребителей-бомбардировщиков - 168-й гвардейский Краснознамённый авиационный полк истребителей-бомбардировщиков (Большие Шираки, Грузия) - 976-й Инстербургский орденов Суворова и Кутузова авиационный полк истребителей-бомбардировщиков (Кюрдамир, Азербайджанская ССР) - 34-й авиационный полк истребителей-бомбардировщиков (Кировабад, Азербайджанская ССР) |

| - 283-я истребительная авиационная дивизия (Миха Цхакая , Грузия) - 841-й гвардейский истребительный авиационный полк - 176-й истребительный авиационный полк - 982-й истребительный авиационный полк (Вазиани, Грузинская ССР) - 36-я бомбардировочная авиационная дивизия - 143-й бомбардировочный авиационный полк (Копитнари Грузинская ССР) - 168-й гвардейский Краснознамённый бомбардировочный авиационный полк (Большие Шираки, Грузия) - 976-й Инстербургский орденов Суворова и Кутузова бомбардировочный авиационный полк (Кюрдамир, Азербайджанская ССР) - 34-й бомбардировочный авиационный полк (Кировабад, Азербайджанская ССР) (расформирован в октябре 1989 года) - 80-й отдельный штурмовой авиационный полк (с февраля 1981 года, Ситалчай, Азербайджанская ССР) - 313-й отдельный Берлинский Краснознамённый ордена Кутузова разведывательный авиационный полк (Вазиани, Грузинская ССР) - 882-й отдельный Тильзитский разведывательный авиационный полк (Далляр, Азербайджанская ССР) - 193-я отдельная смешанная авиационная эскадрилья (Тбилиси-Новоалексеевка, Грузинская ССР) - 300-я отдельная смешанная авиационная эскадрилья (Кала, Азербайджанская ССР) - 37-й отдельный полк связи и АСУ (Тбилиси-Новоалексеевка, Грузинская ССР) - 286-я отдельная вертолётная эскадрилья радиоэлектронной борьбы (Дирби, Грузинская ССР) |

## Дислокация
С февраля 1949 года по ноябрь 1992 года штаб 34-й воздушной армии дислоцировался в городе Тбилиси

## Боевые действия
- армия участия в боевых действиях не принимала
- 28 ноября 1973 года лётчик 982-го истребительного авиационного полка капитан Елисеев Г. Н. на самолёте МиГ-21, совершив первый в мире таран на реактивном самолёте, сбил над Азербайджаном иранский самолёт-нарушитель Т-33.